# 阿莉莎·门多萨
阿莉莎·门多萨（英語：Alyssa Mendoza；2003年8月17日—）为美国拳击手，曾代表美国队参加2024年夏季奥运会。

## 生平
门多萨出生于2003年8月17日，她在爱达荷州考德威尔长大并就读于米德尔顿高中。她的父亲经营着一家拳击馆并同时兼任拳击教练，在如此环境的影响下，2015年只有12岁的门多萨开始跟随父亲进行拳击训练。尽在一个月内她就参加了平生第一场比赛并取得胜利。到了她16岁时，门多萨已经缔造了28胜12负的战绩。
2019年12月，门多萨参加了美国青少年全国锦标赛并赢得了她所属重量级的冠军，从而获得了进入了青少年国家队的资格。她是爱达荷州第一位实现这一壮举的女性。之后她获得了2020年波兰世界青年锦标赛的参赛资格，不过由于新冠疫情导致比赛取消使其未能参赛。
门多萨在2021年美国拳击精英全国锦标赛中获得第三名，并在2022年的比赛中夺冠。此外她还参加了2022年的金手套锦标赛，并在生日当天夺冠的同时还被评为该比赛最佳女拳击手。之后她在2023年举办的三项国际赛事中夺得奖牌，并于同年参加了泛美运动会。她所在的团队被美国拳击协会评为精英高水平团队（Elite High Performance Team）。
门多萨参加了第一场2024年奥运会资格赛，并在一场原本可以让她获得2024年夏季奥运会参赛资格的比赛中以微弱劣势落败。随后她参加了第二场奥运会资格赛，并获裁判一致判定赢得决赛，成为美国拳击队第八位也是最后一位获得参赛资格的选手。她是爱达荷州历史上第一位获得参加奥运会资格的拳击手。
在奥运会首秀中，门多萨以3-2的分歧判决判决击败了塔吉克斯坦选手米戈娜·萨马多娃，进而晋级16强。